# Lidewij
Lidewij is een meisjesnaam; alternatieve spelling: 'Lidewijde'.
De naam is van oorsprong een tweestammige Germaanse naam, bestaande uit de stammen "liud" (volk) en "wi" of "wih" (heilig) of "wich" (strijd).

## Bekende naamdraagsters
- Lidewij Benus, Nederlandse actrice
- Lidewij Edelkoort, Nederlandse stiliste
- Lidewij Mahler, Nederlandse actrice
- Lidewij Nuitten, Belgische journaliste
- Lidewijde Ongering, Nederlandse topambtenaar
- Liduina van Schiedam, christelijke heilige
- Lidewij Welten, Nederlandse hockeyster